# Eophyllophila africana
Eophyllophila africana är en tvåvingeart som beskrevs av Villeneuve 1935. Eophyllophila africana ingår i släktet Eophyllophila och familjen parasitflugor. Inga underarter finns listade i Catalogue of Life.